# Воеводины (дворянский род)
Воеводины — древний русский дворянский род.

## История рода
Матвей Тимофеевич и его сыновья Василий, Гаврила, Фёдор, Коняй, Пётр, Фёдор и Микула в первой четверти XVI столетия владели вотчиной в Угличском уезде. Семь представителей рода владели поместьями в Тверском уезде (1540). Три представителя рода помещики Тверского уезда (1573). Филимон Воеводин опричник Ивана Грозного (1573).
В течение всего XVII столетия Воеводины владели поместьями в Тверском уезде.
Сын боярский Роман Фёдорович помещик Тверского уезда (1616), Кирилл Ильич (1622), стряпчий Илья Иванович (1658—1676). Поручик Афанасий Воеводин арестован в Олонце и скованный привезён в Москву (1658). Татьяна Васильевна владела поместьем в Рузском уезде (1692).
Двое представителей рода владели населёнными имениями (1699).
Упомянут иноземец Богдан Воеводин (1640), вероятно он же Богдан Петрович упомянут в Боярских книгах московским дворянином (1636—1640).

## Известные представители
- Воеводин Кирилл Ильич — стряпчий (1658—1676), московский дворянин (1692).
- Воеводин Василий Иванович — московский дворянин (1681).
- Воеводин Фёдор Ильин — московский дворянин (1681—1692)[3][2].